# Kocmyrzów-Luborzyca
Kocmyrzów-Luborzyca – gmina wiejska w województwie małopolskim, w powiecie krakowskim.
Gminę Kocmyrzów-Luborzyca utworzono 1 stycznia 1973, z siedzibą gminnej rady narodowej w Kocmyrzowie. W latach 1975–1998 gmina położona była w województwie krakowskim.
Obecnie siedzibą gminy jest miejscowość Luborzyca.
Według danych z 31 grudnia 2020 gminę zamieszkiwało 16 020 osób.
Na terenie gminy od 1976 działa (pierwotnie jako Gminny Ośrodek Kultury) Centrum Kultury i Promocji w Baranówce. Centrum organizuje szereg imprez o charakterze kulturalnym, wśród nich m.in. organizowane cyklicznie (niektóre od kilkunastu lat) „Gminny Konkurs Potraw Regionalnych”, „Dożynki Gminne” oraz „Dni Gminy Kocmyrzów-Luborzyca”, i posiada filie w postaci Domu im. Batalionów Chłopskich w Marszowicach i Domu Ludowego w Zastowie.

## Struktura powierzchni
Według danych z roku 2002 gmina Kocmyrzów-Luborzyca ma obszar 80,8 km², w tym:
- użytki rolne: 87%
- użytki leśne: 5%

Gmina stanowi 6,71% powierzchni powiatu.
1 stycznia 2013 r. fragment gminy o powierzchni 4,63 ha został włączony do Krakowa.

## Demografia
Dane z 31 grudnia 2017:
| Opis                              | Ogółem | Ogółem | Kobiety | Kobiety | Mężczyźni | Mężczyźni |
| --------------------------------- | ------ | ------ | ------- | ------- | --------- | --------- |
| jednostka                         | osób   | %      | osób    | %       | osób      | %         |
| populacja                         | 15 260 | 100    | 7667    | 50,2    | 7593      | 49,8      |
| gęstość zaludnienia (mieszk./km²) | 187    | 187    | 92,9    | 92,9    | 92        | 92        |

Siódma pod względem liczby mieszkańców gmina, na 17 gmin powiatu krakowskiego.

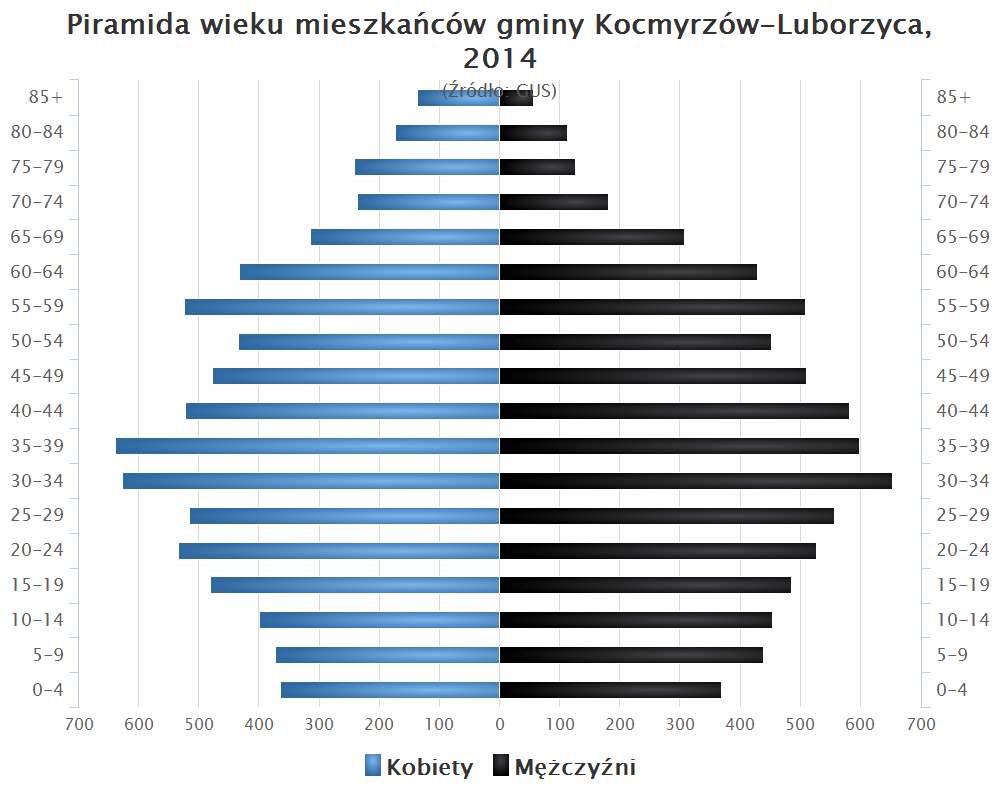
Piramida wieku mieszkańców gminy Kocmyrzów-Luborzyca w 2014 roku

## Sołectwa
Baranówka, Czulice, Dojazdów, Głęboka, Goszcza, Goszyce, Karniów, Kocmyrzów, Krzysztoforzyce, Luborzyca, Łososkowice, Łuczyce, Maciejowice, Marszowice, Pietrzejowice, Prusy, Rawałowice, Sadowie, Skrzeszowice, Sulechów, Wiktorowice, Wilków, Wola Luborzycka, Wysiołek Luborzycki, Zastów.
Miejscowość bez statusu sołectwa: Legionówka Goszycka.

## Sąsiednie gminy
Igołomia-Wawrzeńczyce, Iwanowice, Koniusza, Kraków, Michałowice, Słomniki

## Zabytki
Obiekty wpisane do rejestru zabytków nieruchomych Wojewódzkiego Urzędu Ochrony Zabytków w Krakowie
- Dwór w Baranówce
- Kościół św. Mikołaja w Czulicach
- Zespół dworski w Czulicach
- Kościół św. Wawrzyńca w Goszczy
- Cmentarz parafialny i wojenny w Goszczy
- Zespół dworski w Goszczy
- Zespół dworski w Goszycach
- Zespół dworsko-parkowy w Goszycach
- Zespół dworski w Kocmyrzowie
- Zespół dworski w Krzysztoforzycach
- Kościół Podwyższenia Krzyża Świętego w Wysiołku Luborzyckim
- Zespół dworski w Łuczycach
- Kaplica św. Otylii i św. Łucji w Wilkowie
- Zespół dworski w Wilkowie